# MTV OMG
MTV OMG fue un canal de televisión por suscripción musical, de origen británico y con transmisión para el Reino Unido e Irlanda, operado por ViacomCBS Networks UK & Australia. Fue lanzado el 1 de marzo de 2018, reemplazando a su canal hermano de señal abierta VIVA.
El perfil de la audiencia en Sky Media mostró que el canal tenía un sesgo de espectadores de 60/40 a favor de las mujeres. El canal emitió sus propias listas semanales, bajo el nombre OMG Top 20, que eran elegidas por el mismo canal.

## Historia
La cadena fue estrenada el 1 de marzo de 2018, un mes después del final de Viva, con una lista de reproducción de videos musicales centradas en canciones de amor, bajo el nombre MTV Love que se transmitió durante febrero de 2018. 
En julio de 2018, MTV OMG fue temporalmente renombrado como MTV Pride, para coincidir con el Pride in London, que se celebra en dicha ciudad y celebra a la comunidad LGBT+. Antes de 2018, este cambio de nombre temporal se llevó a cabo en su canal hermano MTV Classic.
El canal, junto con Club MTV UK, MTV Rocks UK y las señales timeshift de MTV, MTV Music y Comedy Central Extra, cerró permantemente y sin reemplazo el 20 de julio de 2020; acabando así el espacio de señal que había sido establecido por The Music Factory en octubre de 2002. El último video musical reproducido en el canal fue "Thank You for the Music" de ABBA.